# Daubeuf-Serville
Daubeuf-Serville är en kommun i departementet Seine-Maritime i regionen Normandie i norra Frankrike. Kommunen ligger i kantonen Goderville som tillhör arrondissementet Le Havre. År 2022 hade Daubeuf-Serville 396 invånare.

## Befolkningsutveckling
Antalet invånare i kommunen Daubeuf-Serville
| Referens: INSEE |